# 海斯維爾 (堪薩斯州)
海斯維爾（英語：Haysville）是一個位於美國堪薩斯州塞奇威克縣的城市。

## 地方資料
根據2020年美國人口普查的數據，海斯維爾的面積為12.06平方千米，當中陸地面積為12.04平方千米，而水域面積為0.02平方千米。當地共有人口11262人，而人口密度為每平方千米933.83人。